# Léon Gautier
Pour le résistant, voir Léon Gautier (militaire).
Pour les articles homonymes, voir Gautier.
Léon Gautier, né le 8 août 1832 au Havre et mort le 25 août 1897 à Paris 6e, est un historien de la littérature et archiviste français.

## Biographie
Fils de Théodore Gautier, professeur de langues né à Alençon en 1797, il perd sa mère à 3 ans, et est élevé à Paris par sa tante Mme Moyat, veuve d’un colonel de l’Empire. Son père le fit entrer au lycée de Laval, où il a pour professeur son futur confrère Jules Oppert, de 1845 à 1851. Il termine ses études comme élève pensionnaire au Collège Sainte-Barbe de 1853-1855, auprès d’un autre de Michel Bréal. Léon Gautier fait ses études à l'École des chartes de 1852 à 1855, où il obtient le diplôme d'archiviste-paléographe avec une thèse intitulée Essai sur la poésie liturgique au Moyen Âge : proses, tropes, offices rimés, suivi d’une histoire de la versification latine à la même époque. « C’est à l’école des Chartes qu’il a écrit ses premiers Essais sur la poésie liturgique au moyen âge : tel était le sujet de sa thèse. Il avait conçu le projet de faire un travail d’ensemble sur les proses, les tropes, les offices rimés. Il voulait écrire l’histoire de cette poésie et en rassembler une collection vraiment complète, où les chants de toutes les Eglises de la catholicité, réunis les uns à côté des autres, donneraient à l’ouvrage un caractère réel d’universalité. Ce projet a été réalisé par la publication des Œuvres poétiques d’Adam de Saint-Victor, considéré comme le meilleur et le plus grand poète latin liturgique du Moyen-Âge, et par celle de l’Histoire de la poésie liturgique au moyen âge.
Dans ce dernier volume il a traité la question des tropes intercalés au texte pontifical de la liturgie catholique et il a fait connaitre, dans les plus menus détails, la nature, l’origine et les vicissitudes de ces morceaux d’office, auxquels est intimement liée l’histoire de la poésie latine, celle de la musique et du théâtre au moyen âge. Dans ses recherches originales, Gautier a suivi pas à pas les développements des tropes et démontré comment en étaient sortis les proses, puis les petits poèmes satiriques que chantaient les élèves des moines pendant les récréations, œuvre d’érudition menée à bien par l’étude des manuscrits. Il a ainsi  montré les ressources offertes par les monuments liturgiques dans l’appréciation de l’esprit et des habitudes de la société religieuse du moyen âge.
Sorti de l’école des Chartes, il a aussitôt été attaché, en qualité de secrétaire, à François Guessard, auquel le ministère de l’instruction publique venait de confier la direction du recueil des Anciens Poètes de la France. Accompagnant ce dernier en Suisse et en Italie, il découvre, à la Marcienne de Venise, un petit poème français par un Italien dont il a fait apprécier l’intérêt et le mérite, en l’analysant dans la Bibliothèque de l'École des chartes, sous le titre de l’Entrée en Espagne, préludant ainsi à ses études sur l’origine de l’histoire de la littérature nationale auxquelles son nom devait rester attaché. 
Ses travaux scientifiques sont consacrés à l’histoire de la poésie épique du Moyen Âge en France, à la chevalerie et à la paléographie, mais ses travaux les plus connus sont sur l’histoire littéraire et lui ont valu, à diverses reprises, de hautes récompenses académiques. Le premier volume des Épopées françaises a paru à un moment où le public lettré n’avait encore que des notions très vagues sur l’ancienne littérature française. Gautier a apporté de l’ordre et de la clarté dans l’histoire singulièrement complexe de la poésie épique française, en résumant et vulgarisant sous une forme nouvelle tous les travaux qui avaient eu pour objet la littérature épique de la France et en complétant ces travaux par le résultat de ses propres recherches. À deux reprises, l’Académie des inscriptions et belles-lettres lui a accordé le second prix Gobert pour le tome Ier et la première partie du tome II ; en 1868, elle lui a décerné le grand prix Gobert, après la publication du tome III. Elle loi tendait déjà les mains.
Le texte définitif qu’il a donné de la Chanson de Roland a rendu presque populaire son nom. Son édition critique de ce texte, pendant longtemps connu des seuls érudits et de quelques curieux, en 1872 est devenue un classique étudié après lui dans les écoles. Plus de vingt-cinq éditions attestent le succès toujours croissant de ce chef-d’œuvre épique du XIe siècle. Lui-même a affirmé, dans la préface à l’édition populaire illustrée de la Chanson de Roland, de 1881, chez Mame, qu’une des grandes joies de sa vie a été de voir l’inscription de la Chanson de Roland au programme de l’agrégation en 1878, puis au programme des lycées. L’académie des inscriptions a récompensé, en 1878, ses travaux par le second prix Gobert, et l’Académie française lui a décerné en 1875, pour le même ouvrage, le prix Guizot.
Comme suite et complément de ses précédents travaux, Gautier a publié, en 1884, une étude des mœurs du Moyen Âge d’après les documents poétiques, intitulé la Chevalerie  décrivant cette institution grâce à la représentation d’un de ses représentants ; la chevalerie tout entière est résumée dans l’histoire d’un chevalier. Depuis la naissance jusqu’à la mort, chaque épisode de la vie du baron donne lieu à des éclaircissements, à des détails précieux, empruntés aux textes bien connus de l’auteur. Le texte est éclairci par des figures techniques bien choisies, et le cadre restreint à la seule époque de Philippe-Auguste, lui permet d’apporter une grande précision dans l’étude des monuments. L’Académie française lui a décerné le grand prix Gobert, en 1884, pour cet ouvrage.
Nommé, à la fin de l’année 1856, archiviste de la Haute-Marne, il a occupé ce poste pendant deux années, avant entrer, le 1er mars 1859, aux Archives impériales, où il est resté pendant 38 ans, y remplaçant, en 1893, l’historien Siméon Luce comme chef de la section historique.
Nommé professeur de paléographie à l’École des chartes, en 1871, il y poursuit son enseignement pendant plus de vingt-cinq ans, jusqu’à sa mort. Il est élu membre de l'Académie des inscriptions et belles-lettres en 1887. Chevalier de l'Ordre de Saint-Grégoire-le-Grand en 1864, il est nommé chevalier de la Légion d'honneur en 1870
Il a fourni de nombreux articles sur la littérature, son histoire et ses polémiques dans divers journaux et revues. Il avait également écrit un certain nombre de brochures de polémique religieuse.

## Publications partielles
- Comment faut-il juger le Moyen Âge ?, Paris, 1858.
- Quelques mots sur l’étude de la paléographie, Paris, 1858.
- Essai d’une théorie catholique de l’origine du langage, Paris, 1858.
- L’Entrée en Espagne, chanson de geste inédite, Paris, 1858.
- Œuvres poétiques d’Adam de Saint-Victor, 1858-59.
- Définition catholique de l’histoire, Paris, 1860.
- L’Amour par un catholique, Paris, 1860.
- Scènes et nouvelles catholiques, Paris, 1861
- Études littéraires pour la défense de l’Église, Paris, Vve Poussielgue et fils, 1865, 534 p., in-18 (lire en ligne sur Gallica).
- Les Épopées françaises, 1865-1868.
- La Chanson de Roland (texte critique, 1872).
- Portraits contemporains et questions actuelles, 1873.
- Benoit XI : étude sur la papauté au commencement du XIXe siècle, Angers, Alfred Mame, 1874, 240 p. (OCLC 797005070, lire en ligne).
- Lettres d’un catholique, 1876.
- La Chanson de Roland, édition populaire, 1881.
- La Chevalerie (couronné par l’Académie française), Paris, Sanard et Derangeon, 1883, xv, 850 p., xxv f., pl. : ill. ; 30 cm (OCLC 889530812, lire en ligne).
- Histoire de la poésie liturgique au Moyen Âge : les tropes, 1886.
- Portraits du XIXe siècle. 1. Poètes et romanciers, 1894-95.
- Portraits du XIXe siècle. 2.  Historiens et critiques, 1894-95.
- Portraits du XIXe siècle. 3. Apologistes, 1894-1895.
- Portraits du XIXe siècle. 4. Nos adversaires et nos amis, 1894-95.
- Portraits du XVIIe siècle suivis d'études sur les deux derniers siècles, 1894-95.
- Bibliographie des chansons de geste, 1897.